# Baruch Leibov
Pour les articles homonymes, voir Baruch.
Baruch Leibov est un commerçant juif qui périt sur le bûcher à Saint-Pétersbourg le 15 juillet 1738. Il faisait partie de ces nombreux commerçants judéo-polonais de cette époque, qui par leur habileté et la protection des nobles réussirent à faire prospérer leurs affaires et à devenir influents même dans des villes où en général les Juifs n'étaient pas autorisés à résider.

## Biographie

### Plainte contre Leibov
En 1722 une plainte est déposée devant le Saint-Synode contre Leibov par les marchands de Smolensk au motif que le vice-gouverneur de Smolensk, le prince Vasili Gagarin a autorisé les Juifs à louer des tavernes, à collecter les impôts et à pratiquer d'autres activités; et en plus, que le bailleur Boroch (Baruch) a osé insulter la religion chrétienne en érigeant une synagogue dans le village de Zvyerovichi dans laquelle il pratique « sa religion infidèle ». Le prêtre du village, tel que mentionné dans l'accusation, a été frappé par Baruch et même menotté, pour avoir dénoncé publiquement la religion juive, et qu'en conséquence, celui-ci est tombé malade et en est mort. L'accusation contre Leibov, vise en fait toute la communauté juive et est inspirée par la haine des commerçants chrétiens de Smolensk à l'égard de leurs concurrents juifs. Le Saint-Synode donne l'ordre de démolir la synagogue et de brûler « tous les livres et les accessoires ayant un lien avec les enseignements et les pratiques magiques des Juifs ». Ces instructions sont suivies à la lettre par les autorités civiles, mais celles-ci refusent de suivre l'instruction du Saint-Synode d'annuler les baux détenus par les Juifs et de les expulser de la région. 
Baruch Leibov est donc autorisé à rester et à continuer son activité sans être inquiété, bien que son cas ai été transmis à la cour des enquêtes secrètes. Sous le règne de Catherine Ire, l'ordre est donné de l'expulser de Russie.

### Exécution de Leibov
Longtemps après ce premier procès, Leibov paiera de sa vie son zèle religieux. 
En 1738, un officier de la marine du nom de Voznitzyn et accusé  d'avoir été converti au judaïsme et circoncis par le Juif Baruch Leibov dans la ville de Dubrovna du gouvernement de Moguilev, dans la maison du Juif Maier, le fils de Baruch. 
L'accusation est dirigée conjointement contre Voznitzyn et contre Baruch, et les deux sont condamnés à périr au bûcher. Il apparait que ceux qui ont conduit les poursuites eurent des doutes sur la légalité de la sentence, qui fut malgré tout exécutée sur demande expresse de l'impératrice Anna Ivanovna à Saint-Pétersbourg, devant une foule de curieux. 
Ce cas unique de conversion au judaïsme dans l'histoire de l'empire tsariste, conduisit à des mesures répressives contre les Juifs sous les règnes d'Anna Ivanovna en 1739 et d'Élisabeth Petrovna en 1741.